# 第7回全国中等学校優勝野球大会
第7回全国中等学校優勝野球大会（だい7かいぜんこくちゅうとうがっこうゆうしょうやきゅうたいかい）は、1921年（大正10年）8月14日から8月18日まで鳴尾球場で行われた全国中等学校優勝野球大会である。

## 大会概要
この大会より、主催者である朝日新聞社が本大会出場校の滞在費の一部を補助することになった。また、本大会より、当時日本統治下にあった朝鮮と満洲の代表校が参加した。
大会としては、1916年（大正5年）の第2回大会以来5大会ぶり、また会場が鳴尾球場に移ってから（第3回大会より）は初めて本塁打が記録された（10本）。

## 代表校
| 地方大会 | 代表校     | 出場回数     |
| -------- | ---------- | ------------ |
| 北海道   | 函館中     | 初出場       |
| 東北     | 盛岡中     | 2年ぶり3回目 |
| 関東     | 竜ヶ崎中   | 4年連続4回目 |
| 京浜     | 慶応普通部 | 6年連続6回目 |
| 甲信     | 長野中     | 初出場       |
| 北陸     | 長岡中     | 4年連続4回目 |
| 東海     | 明倫中     | 初出場       |
| 京津     | 京都一商   | 2年連続2回目 |
| 紀和     | 和歌山中   | 7年連続7回目 |

| 地方大会 | 代表校   | 出場回数     |
| -------- | -------- | ------------ |
| 大阪     | 市岡中   | 2年ぶり4回目 |
| 兵庫     | 神戸一中 | 2年ぶり2回目 |
| 山陽     | 岡山一中 | 初出場       |
| 山陰     | 杵築中   | 4年ぶり2回目 |
| 四国     | 松山商   | 3年連続3回目 |
| 九州     | 豊国中   | 2年連続2回目 |
| 朝鮮     | 釜山商   | 初出場       |
| 満洲     | 大連商   | 初出場       |

## 試合結果

### 1回戦
- 岡山一中 4 - 3 函館中

### 2回戦
- 盛岡中 5 - 4 市岡中
- 豊国中 10x - 9 長野中（延長12回）
- 釜山商 17 - 8 杵築中
- 和歌山中 20 - 0 神戸一中
- 松山商 5 - 4 明倫中
- 岡山一中 19 - 7 長岡中
- 京都一商 6x - 5 慶応普通部
- 大連商 5 - 3 竜ヶ崎中

### 準々決勝
- 京都一商 7 - 1 松山商
- 大連商 16 - 7 岡山一中
- 和歌山中 21 - 1 釜山商
- 豊国中 5 - 2 盛岡中

### 準決勝
- 和歌山中 18 - 2 豊国中
- 京都一商 14 - 4 大連商

### 決勝
|          | 1 | 2 | 3 | 4 | 5 | 6 | 7 | 8 | 9 | R  | H  | E |
| -------- | - | - | - | - | - | - | - | - | - | -- | -- | - |
| 京都一商 | 0 | 0 | 3 | 1 | 0 | 0 | 0 | 0 | 0 | 4  | 8  | 8 |
| 和歌山中 | 1 | 0 | 5 | 0 | 1 | 3 | 2 | 4 | X | 16 | 13 | 4 |

1. （京）：安江 - 古藤
2. （和）：北島 - 武井
3. 審判
［球審］佐伯
［塁審］谷井・井上

## 大会本塁打
- 第1号：戸田廉吉（和歌山中）
- 第2号：山本陸郎（豊国中）
- 第3号：俣野勇（長野中）
- 第4号：菅修三（明倫中）
- 第5号：及川要一（盛岡中）
- 第6号：沖文雄（豊国中）
- 第7号：原田守次（豊国中）
- 第8号：酒井貞雄（大連商）
- 第9号：戸田廉吉（和歌山中）
- 第10号：堀龍三（和歌山中）

## その他の主な出場選手
- 根本行都（竜ヶ崎中）
- 竹内愛一（京都一商）
- 井口新次郎（和歌山中）
- 藤本定義（松山商）
- 森茂雄（松山商）